# 姜宗憲
姜 宗憲（かん そうけん、カン・ジョンホン、朝鮮語：강 종헌、英語：Kang Jong-heon、1970年（昭和45年）4月4日 - ）は、三重県出身の格闘家（極真カラテ・ブラジリアン柔術・テコンドー）。K-1ジム大宮の代表、極真空手師範・グラスコ柔術アカデミーのインストラクター。朝鮮大学校外国語学部卒業。

## 略歴
1983年1月、極真会館埼玉県支部（盧山道場）入門。
1991年12月、初段取得。
1997年9月、二段取得。
2002年4月、極真会館埼玉大学同好会開設、同年6月極真会館埼玉県支部北浦和分支部開設。
2003年1月、極真館さいたま中央支部認可、同年6月極真館さいたま中央支部大宮東道場開設、同年三段取得。
2004年2月、極真館さいたま中央支部西浦和道場開設。
2007年1月、極真館さいたま中央支部南浦和道場開設。
2008年2月、四段取得、同年8月極真館さいたま中央支部与野本町道場開設。
2010年5月、極真館公式審判ライセンスB級取得。
2012年5月、極真館公式審判ライセンスA級取得、2012全世界ウェイト制空手道選手権大会（真剣勝負ルール）日本代表コーチ。
2014年10月、2014全世界青少年空手道選手権大会・日本代表コーチ。
2017年2月4日、極真館を自主退会し、極真空手さいたま中央の支部長を辞任。
2017年2月5日、極真拳武會さいたま中央支部長に就任。
2018年6月27日、極真武道空手連盟極真拳武會から除名される。
2018年11月現在、K-1ジム大宮の代表として後進の指導に当たっている。

## 人物
- 凄い道場を見たよ。稽古が始まって最初の1分で感動した。美しすぎて。何これ？？と思いつつ凝視したよ。浦和や大宮近辺の人は行ってみるべし！ほんと素晴らしいから[4]。（映画監督：西冬彦）

## 資格
- 極真館空手道・四段（認可者：盧山初雄）
- 空手道拳道会・二段
- 無外流居合道連盟寶祥会・二段
- 講道館柔道・初段
- テコンドー・初段
- ブラジリアン柔術・茶帯（認定者：グラスコ柔術アカデミー・桑原幸一）